# Lovreć
Lovreć je općina u Hrvatskoj, u Splitsko-dalmatinskoj županiji.

## Općinska naselja
U sastavu općine nalazi se 5 naselja (stanje 2006.), to su: Dobrinče, Lovreć, Medov Dolac, Opanci i Studenci.

## Zemljopis
Lovreć je smješten na zapadu Imotske krajine, a općina na sjeveru graniči s općinom Grude u Bosni i Hercegovini. Prosječna nadmorska visina je 550 m. Klima je submediteranska.

## Stanovništvo

### Popis 2011.
Prema popisu stanovništva iz 2011. godine, Općina Lovreć ima 1699 stanovnika. Većina stanovništva su Hrvati s 99,59 %, a po vjerskom opredijeljenju većinu od 99,12 % čine pripadnici katoličke vjere.
| broj stanovnika | 3591  | 3955  | 4398  | 5059  | 5704  | 6564  | 6618  | 6147  | 6573  | 6199  | 6099  | 6041  | 4432  | 3590  | 2500  | 1699  | 1402  |
|                 | 1857. | 1869. | 1880. | 1890. | 1900. | 1910. | 1921. | 1931. | 1948. | 1953. | 1961. | 1971. | 1981. | 1991. | 2001. | 2011. | 2021. |

| broj stanovnika | 1018  | 1135  | 1213  | 1383  | 1614  | 1826  | 1788  | 1724  | 1838  | 1732  | 1727  | 1832  | 1358  | 1249  | 856   | 585   | 488   |
|                 | 1857. | 1869. | 1880. | 1890. | 1900. | 1910. | 1921. | 1931. | 1948. | 1953. | 1961. | 1971. | 1981. | 1991. | 2001. | 2011. | 2021. |

## Uprava
- Načelnik općine: Petar Petričević, mag.oec.
- Predsjednik Vijeća: Mario Cikojević, dr.med.vet.
- Tajnik: Mislav Karoglan, mag.iur.

## Poznate osobe
Poznate osobe koje su rođene, živjele u Lovreću ili su podrijetlom s Lovreća.
- fra Josip Olujić, fizičar i paleontolog – evolucionist
- fra Šimun Milinović, nadbiskup barski, pisac i filozof
- Marija Sekelez, glumica
- Jozo Joko Milinović, pjesnik
- Mirko Šamija, onkolog
- Mate Maras, hrv. književnik i prevoditelj
- fra Ante Sekelez, svećenik i spisatelj
- fra Ante Cikojević, provincijal
- Kruno Bošnjak, kipar
- Ivan Raos, hrv. književnik
- Josip Jurčević, povjesničar
- Branimir Bilić, novinar
- Roko Vuković, političar i publicist
- Marijan Milinović, zastupnik
- Zdenka Babić-Petričević, prva hrvatska konzulica
- Mate Šimundić, jezikoslovac
- Ivan Šimundić (pok. Mate), radiolog
- Ivan Šimundić (pok. Miroslava), radiolog
- Ivan Branko Šamija, hrv. leksikograf, književnik i prevoditelj
- David Diehl (po majci Bekavac), igrač američkog nogometa
- Joe Šakić, kanadski hokejaš
- Ivan Bekavac Basić, hrvatski jezikoslovac u području latinskoga jezika
- Iva Lukežić, hrv. jezikoslovka
- Ante Ćorušić, liječnik

## Spomenici i znamenitosti
- Kuća spaljenih
- Spomen - kosturnica
- Bošnjakova gradina, arheološka zona
- Crkva sv. Duha (stara), zaštićeno kulturno dobro
- Crkva sv. Duha (nova)
- Nikolića gradina

## Vanjske poveznice
- Službene stranice